# Odilon Freitas
Odilon Carvalho de Almendra Freitas, ou apenas Odilon Freitas, (José de Freitas,  2 de setembro de 1921 – Teresina, 2 de janeiro de 2006) foi um comerciante, agricultor, perito contábil e político brasileiro, outrora deputado estadual pelo Piauí.

## Dados biográficos
Filho de Antônio de Almendra Freitas e Corina de Carvalho Freitas. Comerciante e agricultor, formou-se perito contábil na Escola Técnica Federal do Piauí, tornando-se um dos diretores da Casa Almendra e acionista da Rádio Poty AM. Membro de uma família ligada ao PSD, alcançou a terceira suplência de deputado estadual em 1958, foi eleito em 1962 e com a instauração do Regime Militar de 1964, renovou o mandato pela ARENA em 1966. No primeiro governo Alberto Silva foi diretor comercial e presidente interino da Companhia Editora do Piauí, assumindo a seguir uma cadeira no Tribunal de Contas do Piauí.
Pai de Freitas Neto, eleito governador do Piauí em 1990.